# Litaneutria skinneri
Litaneutria skinneri är en bönsyrseart som beskrevs av Rehn 1907. Litaneutria skinneri ingår i släktet Litaneutria och familjen Mantidae. Inga underarter finns listade i Catalogue of Life.